# Manguezal do Itacorubi

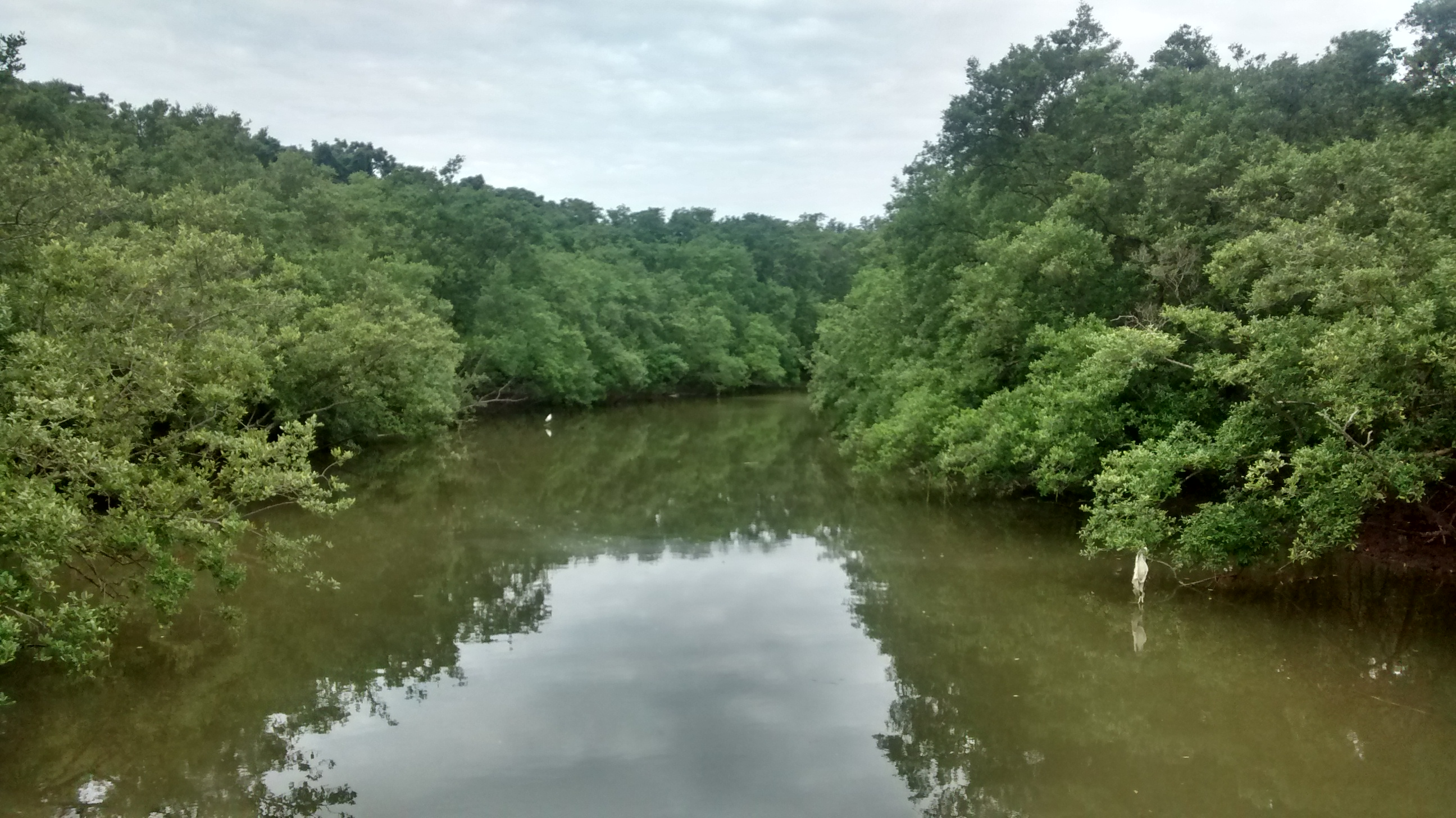
Manguezal do Itacorubi.

O Manguezal do Itacorubi é um manguezal localizado na cidade brasileira de Florianópolis. Tem 1,5 km² de área, sendo assim considerado um dos maiores mangues urbanos do mundo, e o segundo maior do Brasil, atrás apenas do Parque dos Manguezais, no Recife.
É o manguezal mais próximo do aglomerado urbano de Florianópolis. Por essa razão, sofreu sucessivas reduções para dar espaço à Avenida Beira Mar Norte, ao antigo aterro sanitário da cidade (atualmente desativado), ao loteamento que deu origem ao bairro Santa Mônica, ao campus da Universidade do Estado de Santa Catarina (UDESC) e a um shopping. Recebe os efluentes da bacia do Rio Itacorubi, que drena populosos bairros da cidade, de forma que é muito atingido pela emissão de esgotos sem tratamento.
Foram instaladas passarelas e placas informativas para os seus visitantes. Todavia, esses equipamentos são frequentemente alvos de atos de vandalismo.